# Antisémitisme lié à la guerre de Gaza
Pour un article plus général, voir Guerre à Gaza depuis 2023.
 (juin 2024).
 (décembre 2024).
Dès l’attaque du Hamas contre Israël le 7 octobre 2023, puis avec la guerre à Gaza qui s'ensuit, une nouvelle vague d’antisémitisme se diffuse dans le monde entier,,. Son ampleur est sans précédent depuis la Shoah. Les faits sont plus ou moins numériquement importants et violents selon les pays selon leur situation propre.

## Afrique

### Égypte
Le Centre Simon-Wiesenthal et d'autres observateurs dénoncent la pléthore d'ouvrages sur le « complot juif » et autres médias antisémites en Égypte, qui provoquent « préjugés et violences » dans la population dont l’élite culturelle égyptienne,,.
Le 8 octobre 2023, au lendemain de l'opération Déluge d'al-Aqsa en Israël, un policier égyptien ouvre le feu avec son arme de service sur un groupe de touristes israéliens et tue par balle deux d'entre eux et un guide touristique égyptien à Alexandrie, sur la côte nord de l'Égypte,,,,.

### Afrique du Sud
Le 19 octobre 2023, les murs de la promenade de Sea Point, au Cap sont recouverts de graffitis antisémites. La ville du Cap les supprime rapidement,.
Un joggeur met à terre un homme juif qui se rend à la synagogue de Sydenham en Afrique du Sud et le frappe à coups de poing et de pied. Une plainte est portée au poste de police de Sandringham.
Le 12 janvier 2024, à la veille du championnat du monde, le joueur juif de cricket David Teeger (en) est déchu du poste de capitaine de l'équipe de cricket des moins de 19 ans par Cricket South Africa. La suppression du poste de capitaine de Teeger est affirmée par Cricket Afrique du Sud comme étant une mesure visant à réduire les protestations lors de la Coupe du monde de cricket des moins de 19 ans 2024, organisée en Afrique du Sud,. Avant son limogeage, Teeger a été invité à démissionner volontairement de son poste de capitaine ou à se retirer et à s'excuser pour ses propos de soutien à Israël. La mesure contre le capitaine juif donne lieu à des allégations d'antisémitisme de la part du Conseil des députés juifs sud-africains,. Le Congrès national africain (ANC), a félicité le nouveau capitaine de l'équipe pour sa nomination et condamné le parti de l'Alliance démocratique (DA) pour avoir défendu « David Teeger, partisan du génocide israélien » et pour s'être positionnée du mauvais côté concernant le génocide du peuple palestinien.
En mars 2024, la ministre sud-africaine des Affaires étrangères, Naledi Pandor, déclare lors de la conférence de son parti (ANC), intitulée « Solidarité avec les Palestiniens » : « J'ai déjà prévenu les Sud-Africains, ceux qui combattent aux côtés ou au sein de l'armée israélienne : nous sommes prêts. À votre retour, nous vous arrêterons ». Elle a également souligné que « notre solidarité avec les Palestiniens a commencé bien avant le 7 octobre ». Cette même personnalité politique avait précédemment téléphoné au chef du Hamas Ismail Haniyeh après l'attaque du 7 octobre, et, le 12 novembre 2023, appelé à accélérer l'enquête sud-africaine sur l’application de la Convention pour la prévention et la répression du crime de génocide dans la bande de Gaza, en déclarant également qu’elle s’attendait à ce que la Cour pénale internationale (CPI) émette un mandat d’arrêt contre le Premier ministre israélien Benjamin Netanyahu, alors qu'en mars de la même année, Pandor avait critiqué la même CPI pour avoir émis un mandat d'arrêt contre Vladimir Poutine et ne pas avoir une « approche impartiale » à l'égard de tous les dirigeants responsables de violations du droit international. Elle apporte d'ailleurs son soutien à l'immunité diplomatique pour le dirigeant russe et son équipe afin qu'ils puissent assister au sommet des BRICS, malgré le mandat d'arrêt de la CPI.

### Tunisie
Le 18 octobre 2023, la synagogue d'El Hamma, en Tunisie, qui est un lieu de pèlerinage juif et contient la tombe du rabbin kabbaliste du XVIe siècle Yosef Ma'aravi, est gravement endommagée lors d'émeutes anti-israéliennes, des centaines de personnes étant filmées en train de mettre le feu au bâtiment,,,,, provoquant l'émotion de la communauté juive tunisienne, le pouvoir tunisien restant silencieux,.
Le 25 février 2024, la cour de la synagogue abandonnée construite en 1955 à Sfax - la deuxième plus grande ville de Tunisie - est incendiée.

## Asie

### Arménie
Le 15 novembre 2023, des assaillants inconnus incendient la synagogue Mordechai Navi à Erevan et partagent les vidéos de l'incendie criminel sur les réseaux sociaux,.

### Chine
Après le début de la guerre, l’Associated Press note une montée de l’antisémitisme sur les sites de médias sociaux chinois, suffisamment importante pour que l’ambassade d’Israël à Pékin ait dû filtrer les commentaires sur son compte de médias sociaux. Un employé israélien de l'ambassade israélienne à Pékin, en Chine, est poignardé et blessé le 13 octobre.
Les réactions antisémites à la guerre entre Israël et le Hamas se sont répandues sur les réseaux sociaux chinois,. Les commentaires antisémites n'ont pas été supprimés des sites de médias sociaux chinois, indiquant le soutien de l'État ou l'indifférence des autorités à l'égard de cette question.

### Émirats arabes unis
Le 15 novembre 2024, un citoyen israélio-moldave, qui servait comme émissaire du mouvement religieux hassidique Chabad aux Émirats arabes unis, est enlevé à Al-Aïn et assassiné à Abou Dhabi par des terroristes ouzbeks opérant probablement au service de l'Iran, qui ont pu fuir ensuite vers la Turquie,.

## Europe
Selon Europol, l'office de police européenne sise à La Haye , jusqu'à l'attaque terroriste du Hamas contre Israël en octobre 2023, six attentats ou tentatives d'attentats djihadistes ont été recensés en Europe cette année-là. Depuis, les autorités de sécurité de plusieurs pays européens constatent un risque croissant de rassemblements antisémites et d'incidents violents à l'égard des Juifs. 
La Grande-Bretagne, la Belgique avec notamment des drapeaux nazis ou l'Allemagne avec une synagogue attaquée aux cocktails Molotov, et bon nombre de pays européens touchés par cette vague, tous enregistrent une hausse « historique » d'actes antisémites perpétrés contre les Juifs, des habitations ou des édifices juifs dans plusieurs villes de leurs pays, après les attaques sur Israël du 7 octobre, et tentent de renforcer leur protection,,.
Le 5 novembre 2023, la Commission européenne estime que « les Juifs d'Europe vivent de nouveau dans la peur » à la suite de la recrudescence des incidents antisémites à travers l'Europe.

### Allemagne

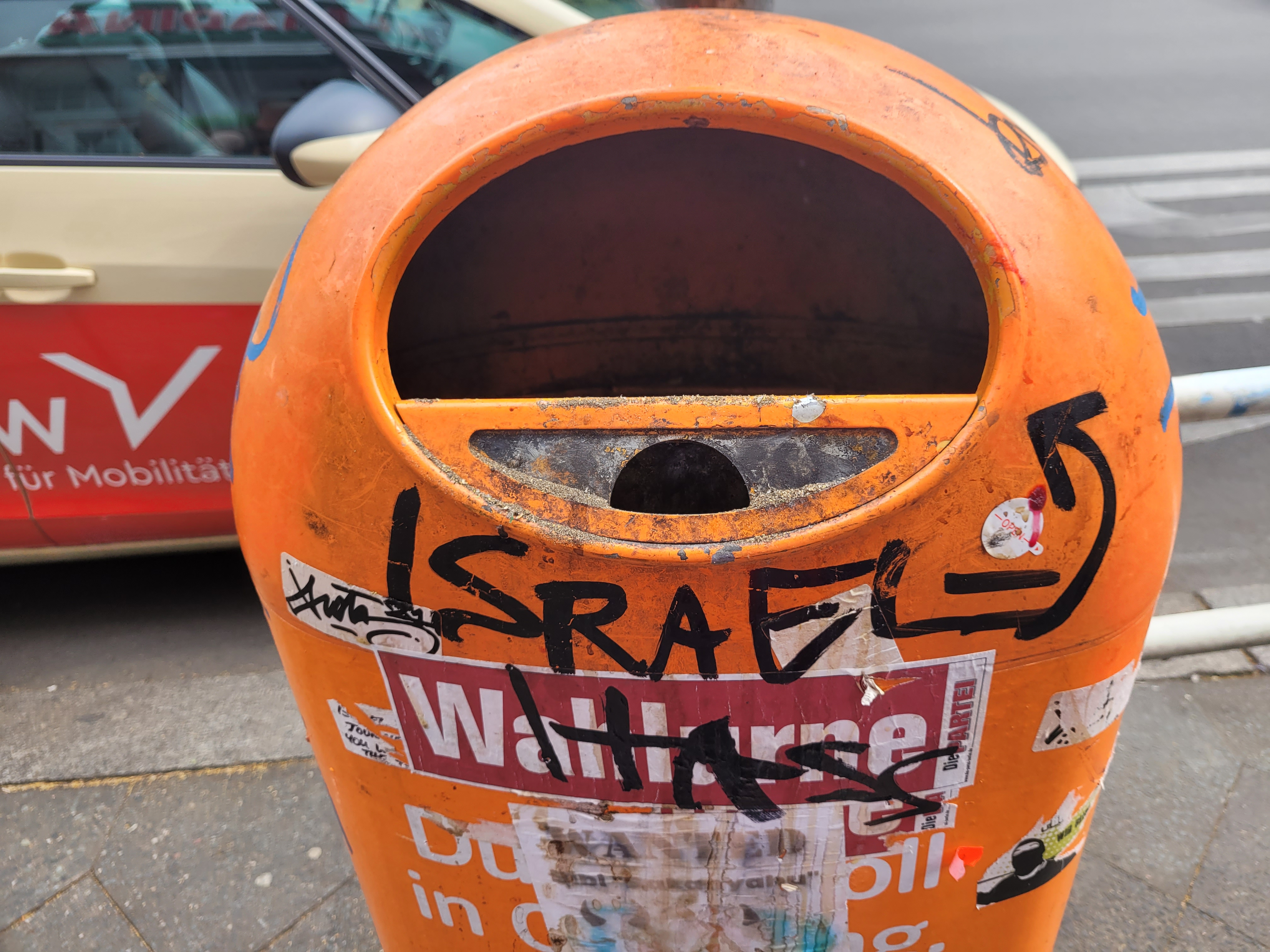
Graffiti indiquant « Israël = Hass » (déchets) sur une poubelle (juin 2024)

Depuis le 7 octobre 2023, les agressions antisémites et le risque d'attentats terroristes en Allemagne sont plus élevés qu'ils ne l'ont été depuis longtemps,. 
Le jour-même de l'attaque du Hamas, plusieurs dizaines de sympathisants de Samidoun (un réseau de solidarité avec les prisonniers palestiniens) célèbrent la série d'attentats terroristes en Israël sur la Sonnenallee de Berlin, en notamment distribuant des pâtisseries aux passants. La police intervient et la justice ouvre une enquête pour « encouragement et apologie de crimes » ; une plainte pénale est également déposée pour coercition et menaces, car des inconnus avaient masqué l'objectif d'une équipe de télévision filmant les scènes, ont menacé l'équipe de télévision allemande et exigé qu'elle supprime les images déjà filmées. La police berlinoise retire également des murs de la Sonnenallee des affiches avec des inscriptions en arabe, des images de mitrailleuses et le drapeau palestinien. 
Le 10 octobre 2023 à Berlin, les maisons de plusieurs Juifs sont marquées d'une étoile de David, faisant écho au marquage des maisons et des entreprises juives pendant le IIIe Reich nazi,. 
Une semaine plus tard, deux cocktails Molotov sont lancés sur une synagogue du quartier Mitte, au centre de Berlin. Une personne est arrêtée. À la suite de cet attentat à la bombe incendiaire, le chancelier allemand Olaf Scholz déclare : « Les attaques contre les institutions juives et les actes de violence dans nos rues sont ignobles et ne peuvent être tolérés. L'antisémitisme n'a pas sa place en Allemagne »,.

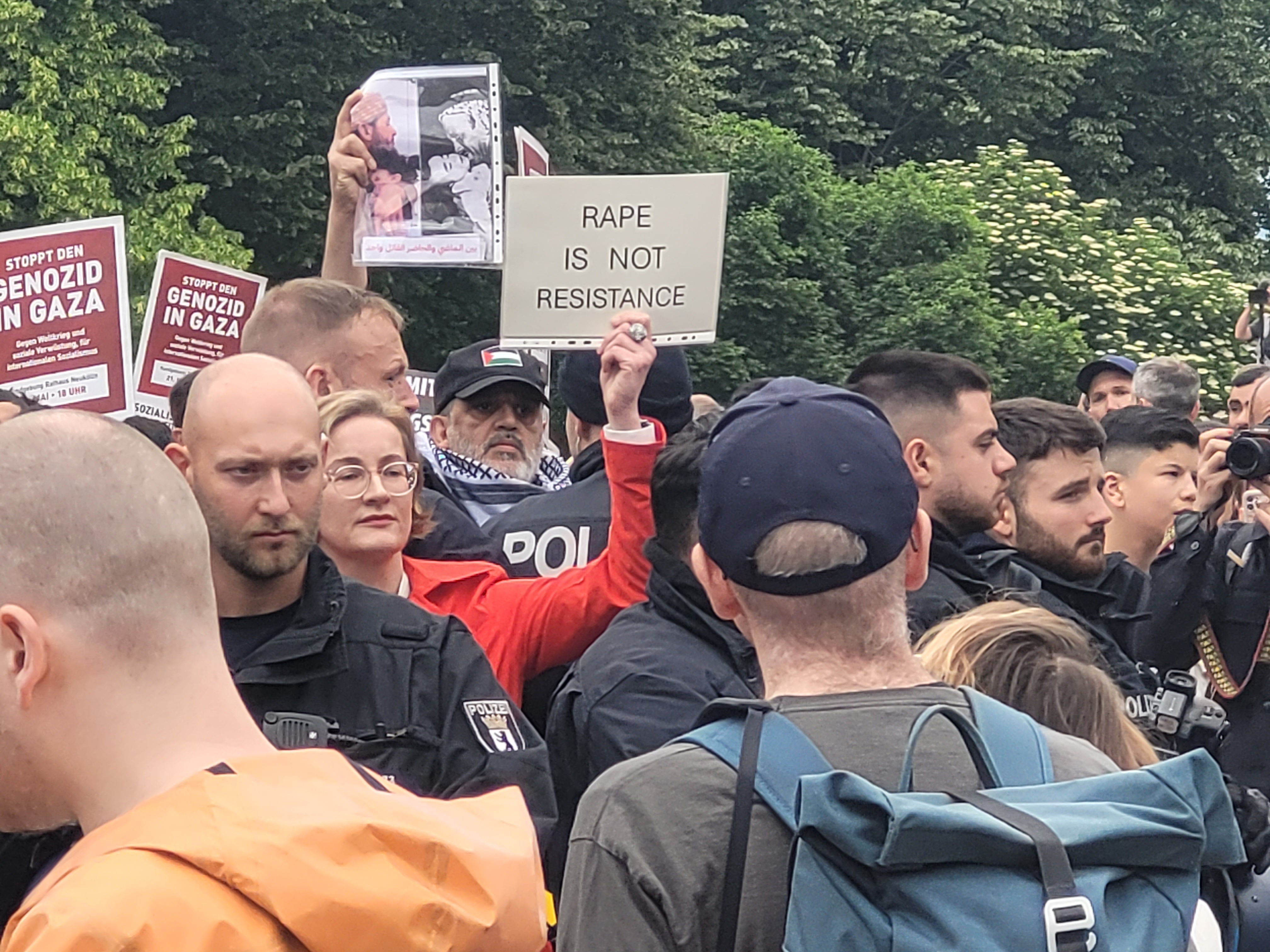
Karoline Preisler (FDP) manifeste à Berlin sous forte protection policière en solidarité avec les femmes violées le 7 octobre 2023 (2024). Elle est régulièrement menacée par des personnes haineuses envers Israël,.

Le 22 octobre, le chancelier Scholz ajoute : « Je suis profondément indigné par la manière dont la haine antisémite et l'agitation inhumaine se sont manifestées depuis ce fatidique 7 octobre, sur Internet, dans les médias sociaux du monde entier et, de manière honteuse, également ici en Allemagne, plus que tout autre endroit. C'est pourquoi notre 'plus jamais ça' doit être incassable ».
Selon le président de l'Office fédéral pour la protection de la Constitution, Thomas Haldenwang, en juillet 2024, le danger potentiel pour les Juifs en Allemagne est plus élevé depuis le 7 octobre 2023 qu'il ne l'a été depuis des décennies ; « l'antisémitisme a été perçu en Allemagne à une échelle sans précédent depuis la fin de la Seconde Guerre mondiale ».
En août 2024, le mémorial de la Rosenstraße à Berlin est vandalisé avec un graffiti disant « Jews are committing genocide », accompagné d'un drapeau palestinien et du slogan « Free Palestine ».
Les chiffres communiqués par le ministère fédéral allemand de l'Intérieur montrent que la police allemande a enregistré un total de 5 177 crimes suspectés d'être antisémites en 2024 - contre 2 641 en 2022 et 5 154 en 2023.

### Autriche
Le 1er novembre 2023, des vandales incendient et taguent des croix gammées sur les murs extérieurs du carré juif du cimetière central de Vienne. Le hall d'entrée d'une salle de cérémonie est incendié pour la première fois depuis le pogrom de la Nuit de Cristal de 1938, sans faire de blessé. L'attaque est condamnée par le chancelier autrichien Karl Nehammer. 
Un jeune de 16 ans vivant à Steyr, en Haute-Autriche, est arrêté le 7 décembre après avoir prétendument projeté d'attaquer une synagogue à Vienne. L'adolescent a annoncé sur des chats en ligne qu'il avait l'intention d'attaquer une synagogue non précisée. Les autorités saisissent plusieurs supports de données électroniques dans sa maison, contenant des images et des vidéos donnant des instructions pour fabriquer des explosifs, des armes et des munitions.
Une enquête menée auprès de 8 000 Juifs dans 13 États membres de l’UE, publiée le 11 juillet 2024 par l’Agence des droits fondamentaux de l’Union européenne, révèle que 38 % des 363 répondants autrichiens ont été victimes de harcèlement antisémite au cours de l’année précédant l’enquête. Par exemple, 62 % des personnes interrogées ont été confrontées à de l’antisémitisme en ligne à tout moment au cours de l’année précédant l’enquête et 18 % ont déclaré que cela avait eu des répercussions négatives sur leur santé mentale. 

### Belgique
Le 22 novembre, au moins 85 pierres tombales sont endommagées et de nombreuses étoiles de David volées dans un cimetière de Charleroi. Seule la partie juive du cimetière a été vandalisée. 
Le 19 décembre, des croix gammées et d'autres étoiles de David sont taguées sur des pierres tombales d'un cimetière juif de Kraainem.

### Chypre
Israël confirme que le Mossad a aidé les autorités locales à déjouer un complot terroriste contre les Israéliens et les Juifs de Chypre, le 10 décembre 2023. Le bureau du Premier ministre israélien Benjamin Netanyahou accuse le gouvernement iranien d'être à l'origine du complot et déclare au nom du Mossad qu'Israël est « troublé » par l'utilisation par l'Iran de Chypre du Nord sous contrôle turc à la fois pour le terrorisme et comme « zone opérationnelle et de transit »,.

### Danemark
En décembre 2023, la police danoise arrête au moins quatre membres présumés du Hamas préparant des attaques contre des cibles juives ou israéliennes au Danemark.

### Lettonie
À la suite de la guerre entre Israël et le Hamas, plusieurs étudiants israéliens de l'Université Stradiņš de Riga auraient reçu des textes haineux de la part d'autres étudiants étrangers, une personne ayant contacté le service de sécurité de l'État en raison d'expressions et de menaces antisémites. Le ministère de l'Éducation et des Sciences déclare évaluer la situation à l'université concernant d'éventuels conflits entre étudiants étrangers en relation avec le conflit israélo-palestinien, tandis que le Service de sécurité de l'État confirme enquêter sur la situation.
Le ministre letton des Affaires étrangères, Krišjānis Kariņš, déclare : « La Lettonie doit avoir une tolérance zéro à l'égard de toute manifestation d'incitation à la haine ethnique, et d'éventuels conflits entre étudiants étrangers de l'Université Stradins de Riga (RSU) doivent être pris très au sérieux », soulignant que « si les étudiants de la RSU incitent à la haine ethnique, cela pourra entraîner non seulement l'expulsion de l'université, mais aussi du pays ».

### Pays-Bas
À la suite des attentats du 7 octobre, la communauté juive locale exprime sa crainte que les troubles au Moyen-Orient ne s'étendent aux Pays-Bas, citant des tendances historiques. Le coordinateur national de lutte contre l'antisémitisme du gouvernement néerlandais et le groupe d'intérêt Centrum Informatie en Documentatie Israel (CIDI) signalent une augmentation considérable des expressions antisémites depuis l'escalade des hostilités au Moyen-Orient,. Les incidents enregistrés, collectés conformément à la définition de l'antisémitisme de l'IHRA, comprennent des actes de vandalisme, de violence verbale et physique, d'intimidation et de harcèlement,.
Le 25 octobre 2023, le CIDI porte plainte contre le propriétaire du compte Instagram populaire Cestmocro et plusieurs de ses abonnés pour incitation à la haine et à la violence contre les Juifs. Il appelle également le cabinet des ministres à prendre une position explicite « contre cette forme d'incitation à l'encontre de la communauté juive »,. Instagram supprime le compte Cestmocrotv du même propriétaire le 8 novembre.
Le 9 novembre, une caricature éditoriale de Jos Collignon dans de Volkskrant suscite la controverse pour avoir décrit le CIDI comme un appendice du « bras long d'Israël » et pour avoir prétendument banalisé les préoccupations juives.
En décembre 2023, les procureurs allemands annoncent l'arrestation de quatre membres présumés du Hamas, dont un ressortissant néerlandais appréhendé à Rotterdam. Le groupe aurait prévu d'attaquer des sites juifs.
Des accusations d’antisémitisme sont soulevées après le report d'une série de conférences sur l’Holocauste à l’Université des Sciences Appliquées (HU) d’Utrecht en janvier 2024, à la suite de critiques de militants pro-palestiniens sur l’implication du CIDI dans l’élaboration du programme,. Dans un communiqué, l'université annonce avoir besoin de « plus de temps pour situer les événements du 7 octobre et au-delà dans une perspective plus large, en laissant de la place à diverses opinions et croyances », ajoutant plus tard que « la sécurité des intervenants, des étudiants, des enseignants et des visiteurs » ne peut être garantie ». Le CIDI et son groupe d’intérêt Consultation juive centrale répondent négativement, remettant en question la relation entre l'éducation à la Shoah et le conflit israélo-palestinien et affirmant que l'HU a montré que « les menaces et l'intimidation fonctionnent ». Parmi les autres personnes ayant exprimé leur désapprobation figurent le grand-rabbin néerlandais Binyomin Jacobs (en), le ministre démissionnaire de la Justice et de la Sécurité et dirigeant du VVD Dilan Yeşilgöz, le ministre démissionnaire de l'Éducation, de la Culture et de la Science Robbert Dijkgraaf, le dirigeant du NSC Pieter Omtzigt et la dirigeante du BBB Caroline van der Plas,,.

### Pologne

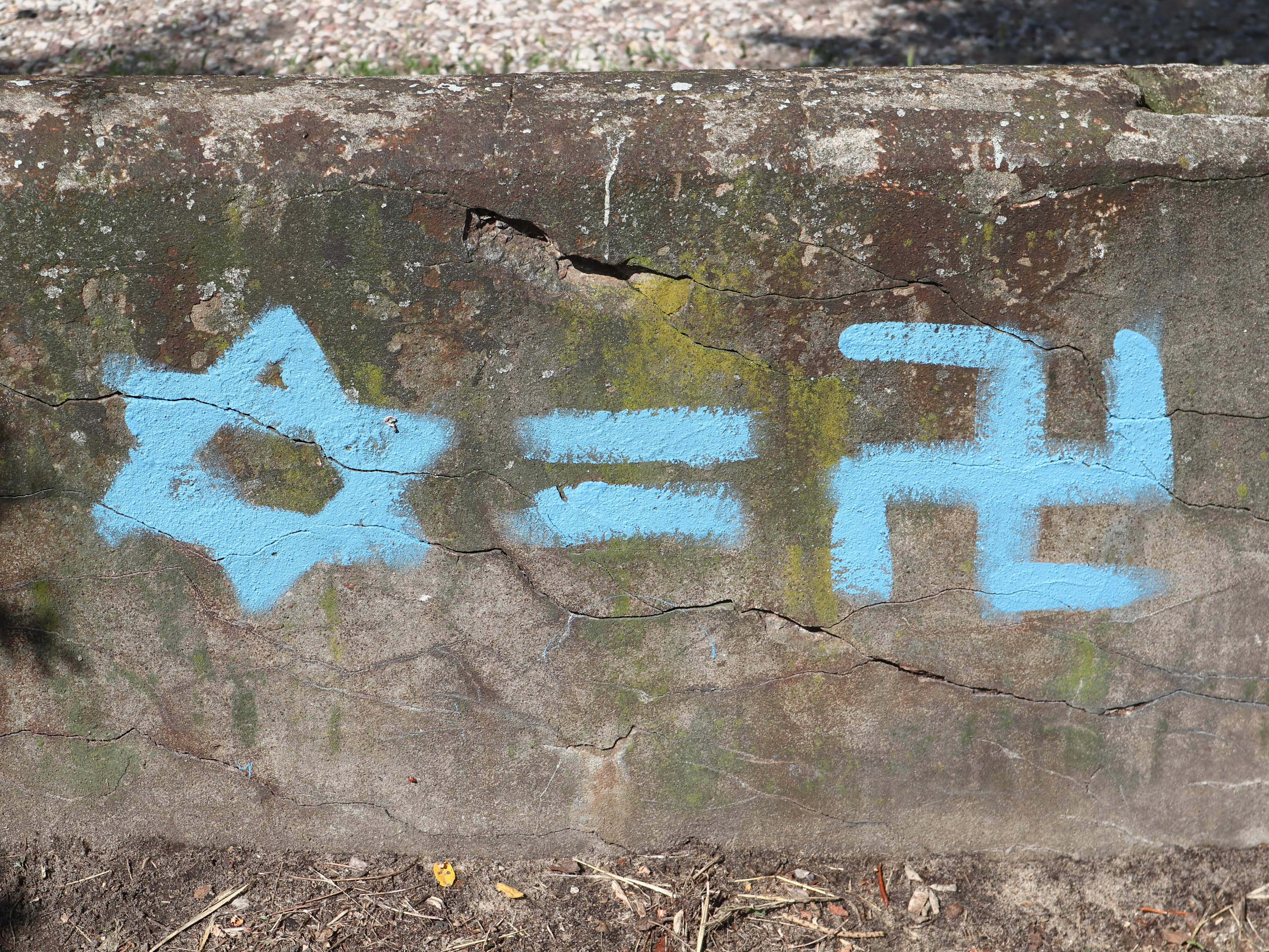
Graffiti assimilant les Juifs aux nazis sur le mur de la rue Jagiellońska à Varsovie (juin 2024)

Lors d'une manifestation pro-palestinienne à Varsovie le 21 octobre 2023, un étudiant en médecine norvégien est photographié tenant une affiche antisémite montrant le drapeau d'Israël dans une poubelle à côté du texte « Gardez le monde propre »,.
En octobre 2024, il est accroché des pancartes dont certaines indiquent « Mossad » avec le symbole SS et une image de rat » et « Les Juifs au gaz » - alors que les ruines du camp d'Auschwitz se situent peu loin de là - à l'extérieur du bâtiment abritant les départements de sociologie et de philosophie, que des étudiants pro-palestiniens et anti-israéliens occupent depuis plusieurs mois sur le campus de l'Université Jagellonne de Cracovie,. L’université retire rapidement les panneaux, présente des excuses pour l'incident et alerte la police locale qui confirme enquêter sur des « incitations à la haine basées sur des motivations nationalistes ». Le groupe d'étudiants occupant le bâtiment, qui se nomme « Académie pour la Palestine », nie avoir installé les panneaux et évoque une « provocation ». Le campement anti-israélien dressé à l’université quitte les lieux, à la suite d'un accord conclu avec les autorités universitaires qui s'engagent en échange à éviter de coopérer à des recherches susceptibles d’être utilisées pour développer l’armée israélienne et déclarent qu’elles évalueraient la poursuite de sa coopération avec le monde universitaire israélien,.
La communauté juive religieuse de Cracovie déclare que depuis le pogrom commis par le Hamas dans le sud d’Israël, le 7 octobre 2023, « les actes d’antisémitisme sont en hausse, un antisémitisme qui, jusqu’à présent... se cache sous une façade de prétendu ‘antisionisme’ ».
Le 12 décembre, le député polonais d'extrême droite Grzegorz Braun utilise un extincteur sur une menorah allumée et la retire du mur lors d'une célébration de Hanoucca impliquant des dirigeants juifs polonais et l'ambassadeur d'Israël au Parlement du pays. Braun déclaré : « Il ne peut y avoir de place pour les actes de ce culte talmudique raciste, tribal et sauvage dans les locaux du Sejm ». En conséquence, celui-ci est expulsé du Parlement et ses actions sont condamnées par plusieurs hommes politiques polonais et par son propre parti,.

### Russie
Le 29 octobre 2023, l'aéroport de Makhatchkala, capitale de la république russe à majorité musulmane du Daghestan, est pris d'assaut et doit fermer après son invasion jusqu'au tarmac par plusieurs centaines de manifestants propalestiniens agités, certains munis de drapeaux palestiniens et vociférant « Allah Akbar », à la recherche d'Israéliens et de Juifs, pour les lyncher, parmi notamment les passagers du vol WZ 4728 annoncé en provenance de Tel Aviv, qui sont restés enfermés dans l'avion au sol pendant des heures. Des blessés sont déplorés dans cette tentative de pogrom : la police locale est restée immobile dans un premier temps. 
Parallèlement, des dizaines d’autres personnes fouillent un hôtel de Khassaviourt qui hébergerait des « réfugiés juifs » et d'autres encore incendient le centre culturel juif en construction à Naltchik et y inscrivent des menaces antisémites telles que « Mort aux juifs ». Cette région du Caucase russe avec son antique petite communauté juive (environ 800 familles) est déjà en proie à de multiples incidents antisémites. Israël rappelle alors la Russie à protéger ses citoyens et le Premier ministre israélien souligne qu'Israël « voit avec gravité les tentatives d’attaquer des citoyens israéliens et des juifs dans le monde ». Certains affirment que le Kremlin serait l’instigateur de ce début de pogrom, tandis que le Kremlin accuse l’Ukraine d’y avoir joué un « rôle clé », ce que Kiev dément.

### Espagne
Le 18 octobre 2023, la synagogue Or Zaruah à Melilla, une enclave espagnole en Afrique du Nord, est attaquée par une foule scandant « Israël meurtrier » tout en agitant des drapeaux palestiniens,,.

### Suède
Le 4 novembre 2023, des manifestants pro-palestiniens brûlent un drapeau israélien et scandent « Bombardez Israël » devant la synagogue de Malmö. Le Congrès juif européen condamne l'incident : « Intimider la communauté juive et la blâmer pour les événements du Moyen-Orient est un antisémitisme flagrant ».

### Turquie
Le journal juif turc Şalom signale une augmentation des cas d'antisémitisme et des discours de haine sur Twitter.

### Royaume-Uni
Le 13 octobre 2023, le Premier ministre britannique Rishi Sunak annonce une « augmentation franchement dégoûtante des incidents antisémites ». Le 20 octobre, selon la police métropolitaine, les crimes haineux contre les Juifs ont augmenté de 1 350 % depuis le début de la guerre contre le Hamas. Depuis l'attaque du 7 octobre, des milliers de personnes défilent chaque week-end pour la Palestine, d'une manière consécutive. Si certains manifestants mettent en avant la liberté d'expression, d'autres, en revanche, dénoncent un environnement hostile à la communauté juive britannique. Selon Robin Simcox, conseiller du gouvernement britannique en matière de lutte contre l'extrémisme, la capitale britannique serait devenue une « no-go zone » le week-end, du fait que les personnes de confession juive évitent de se rendre dans le centre de la capitale britannique en fin de semaine par peur d'actes antisémites.
Le 12 février 2024, le comédien Paul Currie à la fin de son spectacle demande une standing ovation auprès de son public, en sortant un drapeau ukrainien suivi d'un drapeau palestinien. Il cible et intimide publiquement plusieurs personnes du fait qu'elles aient refusé de saluer le drapeau palestinien et encourage son public à scander « Foutez le camp » et « Libérez la Palestine ». Le Soho Theater de Londres s’est dit « désolé et attristé » après cet incident,.

## Amérique du Nord

### Canada
Dès le 17 octobre 2023, le Premier ministre canadien Justin Trudeau déclare : « Depuis le début de ce conflit, il y a une montée très effrayante de l'antisémitisme chez nous ». Le 8 novembre, il ajoute : « Nous assistons actuellement à une montée de l'antisémitisme terrifiante : des cocktails Molotov lancés sur des synagogues, d'horribles menaces de violence visant des entreprises juives, des garderies juives ciblées avec haine, cela doit cesser »,,.
Le 7 novembre, une tentative d'incendie criminel a lieu contre la synagogue de la Congrégation Beth Tikvah et un centre communautaire juif à Montréal,.
Eta Yudin, vice-présidente du Centre pour les affaires juives et israéliennes (CIJA), déclare que son organisation suit plus d'une douzaine de crimes de haine présumés et de plus de 25 « incidents haineux » au cours du mois suivant l'attaque du Hamas.
De nombreux cas d'antisémitisme sont signalés à l'Université Concordia de Montréal, des étudiants juifs faisant face à des menaces verbales et physiques de la part d'autres étudiants et de membres du corps professoral.
Le 9 novembre à Montréal, deux écoles juives pour enfants, Talmud Torah Elementary et Yeshiva Gedola, sont la cible de tirs pendant la nuit, laissant des impacts de balles. Le 12 novembre, la Yeshiva Gedola est visée une seconde fois par des tirs. Lors d'une conférence de presse ce jour-là, la mairesse de Montréal, Valérie Plante, déclare : « La communauté juive de Montréal est actuellement attaquée ».
Peu après minuit le 27 novembre, un centre communautaire juif appartenant au Conseil de la communauté juive de Montréal est attaqué au cocktail Molotov.
Les étudiants et enseignants juifs du conseil scolaire du district de Peel se sont plaints au National Post d'antisémitisme et de menaces violentes. Un enseignant poste « Les Juifs sont le problème » dans un groupe Facebook privé, tandis que des étudiants scandent « Nous appelons au génocide juif », lors d'une manifestation.
Le 25 mai 2024 aux alentours de 5 heures du matin à Toronto, des individus ouvrent le feu sur la façade d’une école primaire confessionnelle juive pour filles, en l'endommageant sans faire de victimes. Justin Trudeau, le Premier ministre canadien, dénonce un acte antisémite en déclarant « Les auteurs de cet acte antisémite éhonté doivent être traduits en justice »,.

### États-Unis
Le 9 octobre 2023, une soucca (cabane) à l'Université polytechnique de l’État de Californie de Humboldt est vandalisée avec des graffitis anti-israéliens. Le 10 octobre, un homme caillasse les portes vitrées d'une synagogue et d'un café à Fresno, en Californie, une note indiquant « Toutes les entreprises juives seront ciblées ». Le 11 octobre, à l'Université de Columbia, une femme agresse un Israélien avec un bâton après avoir déchiré des affiches avec des photographies et des informations sur des Israéliens kidnappés le 7 octobre. Elle est accusée de crime de haine. Ce même jour, un homme est arrêté pour avoir envoyé des courriels menaçants à une synagogue de Charlotte, en Caroline du Nord. Le 14 octobre, un homme du Grand Central Terminal de New York frappe une femme au visage en revendiquant son acte par la religion de celle-ci.
Le 15 octobre, à Berkeley, en Californie, un panneau publicitaire criant à l'antisémitisme est dégradé par des graffitis antisémites et anti-israéliens faisant l'éloge des attaques du Hamas du 7 octobre. Plusieurs bâtiments de San Francisco sont vandalisés avec des messages similaires, suscitant la condamnation du maire de London Breed et du procureur de district Brooke Jenkins (en). Environ sept membres de White Lives Matter California organisent une manifestation sur un pont à Walnut Creek, brandissant des pancartes indiquant « Plus de guerres pour I$rael » et faisant la promotion du film de propagande néo-nazie Europa : The Last Battle. Le professeur Russell Rickford de l'Université Cornell d'Ithaca s'exprime lors d'un rassemblement le 15 octobre, affirmant avoir trouvé l'attaque du Hamas « exaltante » avant d'apprendre qu'elle visait principalement des civils. Les dirigeants de Cornell condamnent ses propos et la sénatrice Kirsten Gillibrand et la députée Claudia Tenney demandent son licenciement.
Le 19 octobre, le bureau du contrôleur de l'Illinois licencie l'une de ses avocates, Sarah Chowdhury, en raison de propos antisémites qu'elle a tenus sur la page Instagram d'un autre avocat juif. Chowdhury est également licenciée de son poste de présidente de l'Association du Barreau d'Asie du Sud de Chicago. 
Le 20 octobre, un bâtiment voisin d'une confrérie juive de l'Université de Pennsylvanie est vandalisé avec des graffitis antisémites indiquant « Les Juifs contre les Nazis ».
Un homme entre par effraction dans la maison d'une famille juive à Los Angeles, le 25 octobre, criant « Libérez la Palestine » et « Tuez les Juifs ». Le même jour, l’Anti-Defamation League (ADL) signale une augmentation de 388 % des incidents antisémites aux États-Unis depuis le début de la guerre au Moyen-Orient, notamment des agressions, du harcèlement et du vandalisme. 
Le 29 octobre, des menaces contre la communauté juive de l'Université Cornell sont publiées en ligne, menaçant de tirer, de violer et d’assassiner des étudiants juifs et encourageant la violence à leur encontre. Le FBI enquête sur cet incident, considéré comme un crime de haine. Le 31 octobre, la police de l'État de New York annonce détenir une personne d'intérêt en garde à vue,. Le 3 novembre, CNN rapporte l'arrestation du ressortissant jordanien Sohaib Abuayyash, 20 ans, pour avoir planifié un attentat terroriste contre la communauté juive de Houston, au Texas. À l'Université du Massachusetts, un étudiant juif participant à un événement pacifique le 3 novembre appelant à la libération des otages du 7 octobre est attaqué par un autre étudiant.
Fin octobre, les États-Unis constatent une augmentation de 400 % d'actes antisémites sur leur sol par rapport à l'année 2022. Le FBI alerte sur le risque d'attaques antisémites - et islamophobes - inspirées par le conflit Israël-Hamas sur le territoire américain.
Paul Kessler, un homme juif âgé, est mortellement blessé après avoir été impliqué dans une altercation avec un manifestant pro-palestinien alors que tous deux assistaient à des manifestations en duel le 5 novembre à Westlake Village, dans le comté de Los Angeles, en Californie. Le 6 novembre, une femme est arrêtée après avoir percuté avec sa voiture une école israélite noire hébraïque à Indianapolis, croyant à tort qu'il s'agissait d'une « école israélienne ». Le 7 décembre, un homme tire deux coups de fusil de chasse en l'air à l'extérieur d'une synagogue à Albany et fait des déclarations menaçantes, mais aucun blessé n'est signalé. Le tireur est identifié comme étant Mufid Fawaz Alkhader, un résident de Schenectady, âgé de 28 ans et né en Irak.
Le 11 novembre 2023, The Intercept rapporte que l'Anti-Defamation League inclut les rassemblements juifs contre la guerre et la paix dans son analyse des attaques antisémites. Le 30 décembre, Bernie Steinberg, l'ancien directeur de Harvard Hillel, déclare au Harvard Crimson que les militants pro-israéliens devront cesser de « transformer en armes » les accusations d'antisémitisme contre l'activisme pro-palestinien, écrivant : « Il n'est pas antisémite d'exiger justice pour tous les Palestiniens vivant sur leurs terres ancestrales ».
En janvier 2024, un match entre les équipes universitaires de filles de la Leffell School et de la Roosevelt High School Early College Studies à Yonkers est arrêté lorsque les étudiants de Roosevelt commencent à lancer des insultes antisémites contre les étudiants de Leffell,.
Le 22 mai 2025, deux membres du personnel de l'ambassade d'Israël à Washington sont assassinés devant le musée juif de Washington après y avoir participé à une réception organisée par l'American Jewish Committee.

## Océanie

### Australie
Entre octobre et décembre 2023, l’Australie connaît une montée de l’antisémitisme et de l'islamophobie à la suite du déclenchement des hostilités entre Israël et le Hamas au 7 octobre,. 
Le 9 octobre, les participants à un rassemblement pro-palestinien organisé à Sydney par le Palestine Action Group auraient scandé « Gazez les Juifs » devant l'Opéra de Sydney ; cependant, un examen ultérieur de la police révèle que la phrase scandée était «Où sont les Juifs » et des preuves de chants « offensants et totalement inacceptables » sont cependant prononcés lors du rassemblement. 
Le 10 octobre, plusieurs individus à Melbourne profèrent des menaces de mort contre des Juifs : un groupe harcèlent un rabbin et son fils tandis qu'un autre affirme vouloir « chasser les Juifs ». Le 11 octobre, un homme de Bellevue Hill, en Nouvelle-Galles du Sud, menace de mort quatre adolescents juifs dans une voiture arborant un drapeau israélien, avant d'être ensuite arrêté et inculpé.
Le 12 octobre, le Conseil exécutif de la communauté juive australienne (ECAJ) reçoit une menace de mort sur Instagram, citant « Nous venons bientôt vous chercher, de l'ouest de Sydney », à côté de l'image d'un homme sur le point d'être décapité par l'État islamique. Le 13 octobre, trois hommes effectuent un salut nazi devant le musée juif de Sydney. À Melbourne, plusieurs cas de graffitis antisémites ont été signalés. Le 14 octobre, 20 à 30 membres du Réseau national-socialiste néo-nazi défilent dans la gare de Flinders Street à Melbourne, brandissant une banderole sur laquelle est écrit « Dénoncez le pouvoir juif » et distribuant de la littérature néonazie.
L'analyse des actes antisémites depuis l'attaque du Hamas en Israël du 7 octobre montre qu'entre cette date et le 8 novembre 2023, l'ECAJ a enregistré 221 incidents antisémites, dont 42 en une seule semaine. Les incidents de crimes haineux documentés comprennent des crachats sur des femmes, des menaces d'armes à feu, des menaces contre des synagogues et des écoles juives, des graffitis, des dommages matériels, des courriers haineux et des violences verbales. La police de Victoria a également enregistré 72 rapports d'incidents antisémites entre le 7 octobre et le 9 novembre, donnant lieu à 37 enquêtes et 10 arrestations. La directrice de recherche de l'ECAJ, Julie Nathan, estime que de nombreux incidents antisémites n'ont pas été signalés. Au 9 décembre 2023, l'ECAJ estime l'augmentation à 591 % des incidents antisémites signalés en Australie en 2023.

### Nouvelle-Zélande
Le 7 novembre, des graffitis pro-palestiniens sont tagués sur la clôture du centre Beth Shalom, dans la banlieue d'Epsom à Auckland. Une tentative d'incendie a également lieu. Google Maps avait répertorié par erreur la propriété comme étant le consulat israélien local. L'incident est condamné par le député du parti ACT, David Seymour, qui signale l'affaire à la police.
À la mi-novembre 2023, le ministère néo-zélandais des Affaires intérieures (DIA) et The Disinformation Project signalent une recrudescence de l'antisémitisme et de l'islamophobie en Nouvelle-Zélande à la suite de la guerre entre Israël et le Hamas. Des contenus antisémites refont surface sur les réseaux sociaux et sur les plateformes de jeux. Selon Kate Hannah, chercheuse au Disinformation Project, les Juifs néo-zélandais sont de plus en plus confondus avec tous les Israéliens et le gouvernement israélien. Selon elle, ces attitudes sont antisémites, xénophobes et contribuent à diviser la société néo-zélandaise. De même, la porte-parole du Conseil juif de Nouvelle-Zélande, Juliet Moses, signale une recrudescence des menaces antisémites de violence, des menaces de mort et autres abus, tant en ligne que hors ligne, depuis le 7 octobre.
À la mi-décembre 2023, une enquête menée par le Centre de l'Holocauste de Nouvelle-Zélande révèle que les enfants juifs néo-zélandais sont confrontés à une augmentation des abus antisémites, de l'intimidation et du harcèlement scolaire. Alors que le Centre de l’Holocauste traite habituellement deux plaintes officielles pour antisémitisme chaque année, le nombre de plaintes a quintuplé au cours des deux derniers mois depuis le 7 octobre 2023. Selon ce même organe, 40 % des incidents signalés dans l'enquête impliquent des allégations déshumanisantes et diabolisantes à l'égard des Juifs. Cependant, seulement 40 % des parents ont signalé ces incidents à leur école, la majorité préférant résoudre le problème avec le parent de l'enfant intimidateur.

### Argentine
Le 18 octobre 2023, les ambassades américaine et israélienne à Buenos Aires en Argentine reçoivent des alertes à la bombe par courrier électronique, dont une citant « Juifs, nous allons tous vous tuer ». En réponse, la police fédérale évacue les environs des ambassades et une enquête est ouverte pour déterminer l'origine des menaces.
Le 30 décembre, trois ressortissants étrangers du Liban et de Syrie sont arrêtés, soupçonnés d'avoir planifié une attaque alors que le pays organise les Jeux sportifs des Maccabiades. Les trois hommes, qui attendaient apparemment un colis de 35 kilos en provenance du Yémen, sont soupçonnés de faire partie d'une cellule terroriste et ont loué des chambres dans un hôtel situé à seulement deux pâtés de maisons de l'ambassade israélienne.

### Brésil
Le 8 novembre, les autorités brésiliennes annoncent avoir arrêté deux suspects dans le cadre d'un complot terroriste soutenu par le Hezbollah libanais visant à attaquer des synagogues et d'autres cibles juives dans le pays.

### Colombie
Le 8 octobre, une colonne de l'ambassade d'Israël à Bogotá est vandalisée avec une croix gammée nazie, une étoile de David et le mot « terreur » en hébreu.

## Réactions d'Israël
Un mois après l'attaque du Hamas sur son territoire, le 7 octobre 2023, ayant causé la mort de près de 1 200 personnes, blessé 4 834 autres, avec enlèvement de 251 otages, et devant l'ampleur des réactions  et des incitations à l'antisémitisme qui s'ensuivent à travers le monde, Israël déconseille à ses ressortissants de voyager à l’étranger et aux Juifs de diaspora de marquer extérieurement leur appartenance religieuse. Le ministre israélien de l'Immigration, Ofir Sofer, annonce également qu'Israël s'attend à une grande vague de migration de Juifs vers le pays.